# Дурдом (сериал)
«Дурдом» — российский комедийный телесериал производства «Студия Пятница» и «Тритамата» по заказу телеканала «Пятница!». В главных ролях: Алексей Маклаков, Денис Косяков, Анна Котова, Елена Симонова, Роман Курцын, Алёна Яковлева, Дмитрий Лысенков.
Премьера состоялась 17 февраля 2023 года.

## Сюжет
Предприимчивый риелтор (Дмитрий Лысенков) продал шикарный двухэтажный коттедж семье бывшего военного (Алексей Маклаков, Елена Симонова). А потом — молодой семейной паре с ребёнком, чей брак рушится на глазах (Денис Косяков и Анна Котова). Потом — стареющей невостребованной актрисе, которая крутит роман с молодым стриптизёром-любовником (Алёна Яковлева, Роман Курцын), и, наконец, сексапильной содержанке, которая прикупила дом для тайных встреч с «папиком» (Анфиса Черных и Олег Тактаров). Вот только все покупатели коттеджа были уверены, что они — полноправные владельцы нового жилища и очень удивились, когда, приехав заселяться, обнаружили незваных соседей — с такими же договорами купли-продажи и комплектами ключей. Между тем, риелтора и след простыл, а пока его будет искать полиция, жильцам придётся уживаться под одной крышей, в доме, где, как выяснилось, есть ещё один жилец — сумасшедший дед, похожий на бомжа, который ведёт себя очень странно, обитает на чердаке и при этом также заявляет свои права на дом.
Этот комедийный телесериал о том, как людям разных поколений и образа жизни принять недостатки и стиль жизни друг друга, не потерять человечность и не превратить дом в «дурдом».

## Съёмочная группа
Сценаристы: Денис Косяков, Ольга Рудь.
Режиссёр: Евгений Пузыревский.
Оператор: Андрей Соломонов.
Художник-постановщик: Алексей Никоненко.
Продюсеры: Николай Картозия, Денис Косяков, Сергей Евдокимов, Ирина Пятенко, Светлана Кабанова.
Художник по костюмам: Гульнара Шахмилова.
Монтажёр: Олег Сахаров.
Кастинг-директора: Евгений Феоктистов, Дарья Потапова, Марина Лёвкина.

## Производство
Телесериал снят киностудиями «Студия Пятница» и «Тритамата» по заказу телеканала «Пятница!».
По словам продюсера проекта и исполнителя роли Григория Дениса Косякова, идея фильма возникла «с чистого листа». При создании сценария команда вдохновлялась проектом Modern Family («Американская семейка»), пережившем 11 сезонов на канале ABC. Как и в западном проекте, персонажи российской кинокомедии, преследующие разные цели, в итоге превращаются в одно большое семейство. Главное отличие в том, что в американской истории собраны хоть и гиперболизированные, но максимально реалистичные семейные союзы — зрителю легко представить их где-то по соседству, а обитателей «Дурдома» старались сделать как можно смешнее, нисколько не заботясь об их правдоподобии — это своего рода цирковые образы, собранные из самых расхожих клише.

Для режиссёра фильма Евгения Пузыревского приглашение снять комедийный телесериал стало полной неожиданностью, так как ранее он никогда не снимал фильмов в этом жанре.
Евгений Пузыревский: «У меня был вопрос к продюсерам, которые предложили мне этот телесериал: где я, а где комедия, но, пообщавшись, решили: а почему бы и нет? Теперь все, кто смотрели серии, говорят, что в итоге они получились смешными, и после этого проекта мне будут предлагать только комедии (как раньше предлагали только хоррор, так как, мол, другое снять я не смогу)».
По словам режиссёра, пилот (первая серия проекта) был снят ещё в 2021 году. После утверждения и завершения сценария (его дописывали уже после пилота) был снят весь телесериал. Съёмки проходили весной—летом 2022 года. 21 серию отсняли за 70 смен. После — полгода длился монтаж.
Съёмки проходили в подмосковном селе неподалёку от Химок. Действующий жилой дом был арендован у частных хозяев и специально оборудован для съёмок. При этом владельцы дома часто приезжали проверить свою недвижимость, с интересом наблюдая за съёмочным процессом. Часть съёмок также проходила в павильонах «Мосфильма».
Премьера состоялась 17 февраля 2023 года одновременно на телеканале «Пятница!» и на платформе онлайн-кинотеатра Premier.

## Актёры и персонажи

### Главные роли
| Актёр               | Роль   |
| ------------------- | ------ |
| Алексей Маклаков    | Роман  |
| Алёна Яковлева      | Марго  |
| Анна Котова         | Янина  |
| Анфиса Черных       | Анфиса |
| Влад Фельдман       | Женя   |
| Денис Косяков       | Гриша  |
| Дмитрий Лысенков    | Шпак   |
| Елена Симонова      | Ирина  |
| Михаил Орлов        | Дед    |
| Полина Айнутдинова  | Настя  |
| Родион Толоконников | Валера |
| Роман Курцын        | Кирилл |

### Роли второго плана / эпизоды
| Актёр                  | Роль                         |
| ---------------------- | ---------------------------- |
| Александр Волохов      | Каравай                      |
| Александр Медведев     | камео                        |
| Александр Панекин      | подозрительный человек       |
| Александра Овчинникова | подруга Алекса               |
| Алексей Дякин          | врач скорой помощи           |
| Алексей Новацкий       | менеджер стрип-клуба         |
| Алина Воронцова        | девушка папика'              |
| Анна Коплик            | жена папика                  |
| Антон Даниленко        | Рафаэль                      |
| Борис Подрез           | продавец самокатов           |
| Влад Сташевский        | камео                        |
| Владимир Бутенко       | красивый мужчина на аукционе |
| Вячеслав Гришечкин     | Солдатов                     |
| Габриела Мелкумян      | внучка                       |
| Данила Кузнецов        |                              |
| Евгений Пузыревский    | мастер тату                  |
| Екатерина Кобба        | мама Шпака                   |
| Екатерина Шмакова      | медсестра                    |
| Екатерина Шумакова     | Лена, однокурсница           |
| Елена Миронова         | пациентка                    |
| Елизавета Медведева    | Зоя                          |
| Иван Латушко           | Ярик                         |
| Иван Сигачёв           | Роман, подросток             |
| Игорь Чехов            | Володя                       |
| Илья Борисов           | пластический хирург          |
| Ирина Бондаренко       | посетитель фитнес-клуба      |
| Кристина Ра            | редактор                     |
| Ксения Черноскутова    | кассирша                     |
| Лена Куо               | бабушка                      |
| Леонид Кондрашов       | бармен                       |
| Максим Сушко           | стриптизёр                   |
| Марина Лёвкина         | кастинг-директор             |
| Ника Лёвкина           | девочка, хозяйка кота        |
| Никита Шалюков         | врач скорой помощи           |
| Олег Тактаров          | папик                        |
| Пётр Черняев           | старичок на фестивале поэзии |
| Ренат Мухамбаев        | полицейский                  |
| Родион Юрин            | Марк                         |
| Роман Хан              | управляющий                  |
| Руслан Январев         | охранник консульства         |
| Сарик Андреасян        | режиссёр                     |
| Светлана Листова       | полицейский                  |
| Сергей Козик           | главный кавказец             |
| Стас Костюшкин         | камео                        |
| Татьяна Орлова         | мама Гриши                   |
| Эмиль Гас              | сосед-строитель              |
| Юлия Витрук            | семейный психолог            |
| Юлия Мандрико          | Изольда Пална, инспектор     |
| Яна Чигир              | жена соседа Валентина        |
| Ярослав Головин        | Шпак в детстве               |

## Сезоны и серии
| Серия | Дата выхода     | Название             |
| ----- | --------------- | -------------------- |
| 1     | 17 февраля 2023 | Пилот                |
| 2     | 17 февраля 2023 | Статуя               |
| 3     | 17 февраля 2023 | Смерть Марго         |
| 4     | 17 февраля 2023 | Комната              |
| 5     | 17 февраля 2023 | Секреты              |
| 6     | 24 февраля 2023 | Отцы и дети          |
| 7     | 24 февраля 2023 | Самокат              |
| 8     | 24 февраля 2023 | Гараж                |
| 9     | 24 февраля 2023 | Дурдомик на дереве   |
| 10    | 24 февраля 2023 | Работа               |
| 11    | 3 марта 2023    | Аукцион              |
| 12    | 3 марта 2023    | Дружба               |
| 13    | 3 марта 2023    | Цветы                |
| 14    | 3 марта 2023    | Дурдом               |
| 15    | 3 марта 2023    | Детектив             |
| 16    | 10 марта 2023   | Кот                  |
| 17    | 10 марта 2023   | Кризис               |
| 18    | 10 марта 2023   | Один-один            |
| 19    | 10 марта 2023   | Маленькая ложь       |
| 20    | 10 марта 2023   | День рождения Романа |
| 21    | 10 марта 2023   | Деньги               |

## О сериале
Алексей Маклаков, актёр:
«Характер у моего персонажа самый простой: он напористый, настоящий русский человек, любящий жену и детей. Я жил до шести лет в коммуналке. Это не тот возраст, когда запоминаются нюансы, но помню, что жизнь была весёлая. Сложнее всего для русских, живущих в одном пространстве, — принимать привычки, вкусы других жильцов, ведь у всех свои принципы. Это мы и старались показать в нашем проекте».
Роман Курцын, актёр:
«Мне нравится играть дурачков и бестолочей с юмором, люблю над собой иронизировать, поэтому мне так близки комедии. Такой как раз мой герой Кирилл — бывший стриптизёр, который нашёл свою даму сердца, Марго, и для него не имеет значения, что она сильно старше. Кирилл — собирательный образ из прошлого. На первом курсе театрального института я пошёл работать ведущим в ночных клубах и „выводил“ на сцену стриптизёров. Я долгое время наблюдал, как парни-стриптизёры бреют ноги, выщипывают брови, какая у них манера поведения, когда рядом девушки, а когда их нет. И этими знаниями воспользовался, когда придумывал образ. Причёска, штампы брутальных стриптизеров, одежда типа Тарзан-стайл — моих рук дело».

## Факты
- В телесериале сами себя играют приглашённые певцы Влад Сташевский, Шура, Стас Костюшкин и режиссёр Сарик Андреасян.
- В одной из сцен фильма актёр Роман Курцын снимался в сцене со змеями. Номер был поставлен тренером из Театра каскадёров в Ярославле. На съёмочную площадку привезли змею весом 90 килограммов, которая нашла себе уютное место на плечах Романа[4].
- Актёр Вячеслав Гришечкин предсказал свою смерть, сыграв роковую[источник не указан 425 дней] роль в телесериале «Дурдом». По сценарию, герой Гришечкина пишет прощальное письмо товарищу по службе. В кадре он появляется уже ослабший, сидя в инвалидной коляске, прощается с друзьями. Спустя несколько месяцев после премьеры телесериала у Вячеслава Гришечкина остановилось сердце[19][20].